# Simon Colonna
Le docteur Simon Colonna né le 10 février 1909 à Pila-Canale, en Corse-du-Sud et mort le 17 novembre 2010 à Saint-Mitre-les-Remparts.

## Biographie
Son père, Jérôme Colonna, est paysan et sa mère, née Julie Delassus, était une descendante d'un gendarme originaire du Pas-de-Calais qui, à l'époque de Napoléon, avait été nommé en Corse.
Après des études à Ajaccio, il rejoindra la faculté du Pharo à Marseille.
C'est en 1936 qu'il ouvre provisoirement son premier cabinet au 5 quai Bonnardel, en face de la tour Saint-Louis à Port-Saint-Louis-du-Rhône.
Quelques mois plus tard, il installera sa famille et son cabinet au croisement de la rue Hardon et de la rue Marcel Sembat.
À Port-Saint-Louis comme ailleurs, l’après-guerre sera une période propice aux développements ainsi qu’aux avancées techniques et médicales.
Simon Colonna en sera un des précurseurs. Dans les années 1950 il s’était équipé en matériel de radiologie qui lui permettait de faire de la radioscopie et des radiographies, utiles pour diagnostiquer et traiter les fractures. Il développait lui-même ses radiographies dans une chambre noire qu’il avait aménagée dans un coin du cabinet.
En 1973 il sera, à l’unanimité, élu à la présidence du Comité de la Croix-Rouge locale et y restera jusqu'à 1990.
En 1992 il crée l'association Le Clocher de la paix pour récoler des dons et faire construire un clocher à l'église de Port-Saint-Louis.
Il est décédé le 17 novembre 2010 à 101 ans. 

## Hommages posthumes
En 2015, un ouvrage bibliographie dédié au docteur Colonna est publié, Le Docteur Colonna et Port-Saint-Louis-du-Rhône.
Un an, après la sortie de l'ouvrage, en 2016, la mairie de Port-Saint-Louis-du-Rhône inaugure une rue en son hommage.